# Nederlands instituut voor Zuidelijk Afrika
Das Nederlands instituut voor Zuidelijk Afrika („Niederländisches Institut für das südliche Afrika“, NiZA) war eine NGO mit Sitz in Amsterdam, die sich von 1997 bis 2012 für die Bevölkerung der Länder im südlichen Afrika einsetzte. Seit 2012 trug die Organisation den Namen ActionAid Nederland.
Das Institut entstand 1997 aus der Fusion dreier Organisationen, die sich gegen Apartheid und Neokolonialismus im südlichen Afrika (einschließlich Südafrika, Angola und Mosambik) einsetzten:
- das aus der Anti-Apartheids Beweging Nederland („Anti-Apartheid-Bewegung Niederlande“, AABN, 1971–1994) entstandene Instituut Zuidelijk Afrika („Institut für das südliche Afrika“, IZA, 1994–1997),
- die Eduardo Mondlane Stichting („Eduardo-Mondlane-Stiftung“, 1969–1997), und
- das aus dem Angola Comité („Angola-Komitee“, 1961–1976) entstandene Komitee Zuidelijk Afrika („Komitee für das südliche Afrika“, KZA, 1977–1997).

Das Archiv der Organisation befindet sich seit 2008 im Amsterdamer Internationales Institut für Sozialgeschichte; es enthält unter anderem Bestände bekannten Aktivisten wie Sietse Bosgra (Angola Comité/KZA), Conny Braam (AABN) und Klaas de Jonge. Ein weiterer Bestand befindet sich in den Basler Afrika Bibliographien.